# Safia Elhillo
Safia Elhillo (en arabe : صافية الحلو ; née le 16 décembre 1990) est une poétesse soudano-américaine. Après plusieurs chapbooks, son premier recueil, The January Children est publié en 2018. Salué par la critique, il gagne l'Arab American Book Award, le George Ellenbogen Poetry Award et le Sillerman Prize for African Poet.
Elhillo est internationalement invitée à interpréter ses textes sur scène. Elle fait partie, selon le magazine Forbes, des 30 personnalités artistiques importantes de l'Afrique.

## Biographie
Elhillo est née le 16 décembre 1990 à Rockville, dans le Maryland, de parents soudanais. Diplômée d'un baccalauréat universitaire par la Gallatin School et d'un MFA en poésie à la New School, Elhillo a elle-même enseigné à Split This Rock. Elle vit actuellement à Washington D.C. et coordonne, avec Fatimah Asghar, l'anthologie Halal If You Hear Me.

## Carrière

### Visibilité
Ses poèmes ont été édités dans de nombreuses revues, dont Poetry, Callaloo, l'Academy of American Poets, mais aussi dans des anthologies, notamment The BreakBeat Poets: New American Poetry in the Age of Hip-Hop and Women of Resistance: Poems for a New Feminism dirigée par Kevin Coval, Quraysh Ali Lansana et Nate Marshalle aux éditions Hayarket Books et Things We Inherited: Voices from Africa dirigée par Liyou Libsekal aux éditions Cordite.
Visible lors de la campagne Unlike Any de Under Armour, le travail de Elhillo a été présenté au South African State Theatre, au New Amsterdam Theater, et lors d'une conférence TED à New York. Il a aussi été diffusé sur TV1 dans l'émission Verses & Flow. Le Bayerische Staatsballett (Ballet d'Etat de Bavière) a commandé une pièce à Elhillo. Elhillo performe dans le monde entier et a notamment partagé la scène avec Sonia Sanchez.
Son travail est traduit en arabe, japonais, estonien, portugais et grec.

### Récompenses
En 2015 Safia Elhillo, ex æquo avec Nick Makoha, a gagné le Prix de Poésie africaine décerné par l'Université Brunel.
L'année suivante, le travail de Elhillo a reçu le Sillerman First Book Prize for African Poets et a été nommée au  Pushcart Prize, où une mention spéciale lui a été accordée pour son poème Watching Arab Idol With Abdelhalim Hafez Elhillo a également bénéficié de résidences, dont celle de Cave Canem, de The Conversation, du The Crescendo Literary and The Poetry Foundation’s Poetry Incubator; et de SPACE on Ryder Farm.
Le recueil The January Children a été récompensé en 2018 du Arab American Book Award, du George Ellenbogen Poetry Award et du Sillerman Prize for African Poets. Elhillo a également reçu la bourse Ruth Lilly and Dorothy Sargent Rosenberg, attribuée par le magazine Poetry Foundation. La même année, le magazine Forbes l'a incluse parmi les 30 personnes influentes de moins 30 ans dans la catégorie créateurs.

## Analyse de l'œuvre
Dans The January Children, Elhillo explore les thèmes de l'appartenance, de l'identité, du bilinguisme, de la nationalité en prise avec les dominances coloniales, les dictatures, les diasporas en résultant. L'un des prismes utilisés est celui de l'entremêlement de l'histoire personnelle de sa famille avec l'histoire du Soudan,. Ainsi, le titre de ce recueil fait référence à la génération d'enfants soudanais nés sous domination britannique, celle des grands-parents de Safia Elhillo, à qui était automatiquement attribuée pour date de naissance le premier janvier quand leur année de naissance était décidée selon leur taille. Elhillo s'appuie également, pour traduire le lien entre "l'arabicité" et "l'africanicité", sur la figure du poète Abdel Halim Hafez, un chanteur arabe du milieu du XXe siècle qui a dédié de nombreuses de ses chansons aux "asmarani", terme arabe désignant les personnes à la peau foncée.
Dans d'autres de ses travaux sont pris pour sujets l'amour et son absence, les désirs insatisfaits et l'instinct de chasse des hommes.

### Recueil
- The January Children, University of Nebraska Press, 2017

### Chapbook
- ars poetica, MIEL, 2016
- a suite for ol' dirty, MIEL, 2016
- Asmarani, Akashic Books, 2016
- The Life and Times of Susie Knuckles, Well & Often Press, 2012

### Anthologie
- The BreakBeat Poets: New American Poetry in the Age of Hip-Hop and Women of Resistance: Poems for a New Feminism, dir. Kevin Coval, Quraysh Ali Lansana et Nate Marshall, ed. Haymarket Books, 2015, pp.354
- Things We Inherited: Voices from Africa, dir. Liyou Libsekal, ed. Cordite, 2016